# كاسبر كرامب
كاسبر كرامب (بالدنماركية: Casper Crump)‏ هو ممثل دنماركي، ولد في 11 يوليو 1977 في كوبنهاغن في الدنمارك.

## أعمال

### أفلام
- (2014) هليوم
- (2016) أسطورة طرزان[5][6]

### مسلسلات
- أساطير الغد

## وصلات خارجية
- كاسبر كرامب على موقع IMDb (الإنجليزية)
- كاسبر كرامب على موقع ميتاكريتيك (الإنجليزية)
- كاسبر كرامب على موقع روتن توميتوز (الإنجليزية)
- كاسبر كرامب على موقع قاعدة بيانات الأفلام العربية
- كاسبر كرامب على موقع ألو سيني (الفرنسية)
- كاسبر كرامب على موقع تيرنر كلاسيك موفيز (الإنجليزية)
- كاسبر كرامب على موقع أول موفي (الإنجليزية)
- كاسبر كرامب على موقع قاعدة بيانات الفيلم (الإنجليزية)
- كاسبر كرامب على موقع كينوبويسك (الروسية)